# Lista över avsnitt av Attack on Titan
Följande är en lista över avsnitt av Attack on Titan (anime-serie) (進撃の巨人 Shingeki no Kyojin?, "Avancerande jättar"), en japansk animerad TV-serie som produceras av Wit Studio och baseras på mangan med samma namn.
Seriens första säsong sändes först på japansk TV den 6 april 2013 till den 28 september samma år. En andra säsong sändes 1 april 2017 till den 17 juni 2017. En tredje säsong hade premiär den 23 juli 2018 och tog en paus den 15 oktober 2018. Resten av den tredje säsongen sändes från den 29 april 2019 till den 1 juli 2019. Under seriens gång har även ett antal Original Video Animation-avsnitt har släppts. En fjärde och sista säsong planeras att sändas hösten 2020.
[uppföljning saknas]

## Överblick
| Säsong | Säsong | Avsnitt | Originalvisning | Originalvisning   |
| Säsong | Säsong | Avsnitt | Premiär         | Avslutning        |
| ------ | ------ | ------- | --------------- | ----------------- |
|        | 1      | 25      | 6 april 2013    | 28 september 2013 |
|        | 2      | 12      | 1 april 2017    | 17 juni 2017      |
|        | 3      | 22      | 23 juni 2018    | 1 juli 2019       |
|        | OVA    | 8       | 9 december 2013 | TBA               |

## Avsnitt

### Säsong 1
| Nr                                                                    | Titel | Originalvisning   |
| --------------------------------------------------------------------- | --- | ----------------- |
| 1                                                                     | "To You, in 2000 Years: The Fall of Shiganshina, Part 1" "Ni-sen Nen-go no Kimi e -Shiganshina Kanraku (1) (二千年後の君へ ―シガンシナ陥落①―?)"              | 6 april 2013      |
| 2                                                                     | "That Day: The Fall of Shiganshina, Part 2" "Sono Hi -Shiganshina Kanraku (2)- (その日 ―シガンシナ陥落②―?)"                                                  | 13 april 2013     |
| 3                                                                     | "A Dim Light Amid Despair: Humanity's Comeback, Part 1" "Zetsubō no Naka de Nibuku Hikaru -Jinrui no Saiki (1)- (絶望の中で鈍く光る ―人類の再起①―?)"         | 20 april 2013     |
| 4                                                                     | "The Night of the Closing Ceremony: Humanity's Comeback, Part 2" "Kaisan Shiki no Yoru -Jinrui no Saiki (2)- (解散式の夜 ―人類の再起②―?)"                    | 27 april 2013     |
| 5                                                                     | "First Battle: The Struggle for Trost, Part 1" "Uijin -Torosuto-ku Kōbōsen (1)- (初陣 ―トロスト区攻防戦①―?)"                                                 | 4 maj 2013        |
| 6                                                                     | "The World the Girl Saw: The Struggle for Trost, Part 2" "Shōjo ga Mita Sekai -Torosuto-ku Kōbōsen (2)- (少女が見た世界 ―トロスト区攻防戦②―?)"               | 11 maj 2013       |
| 7                                                                     | "Small Blade: The Struggle for Trost, Part 3" "Chiisana Yaiba -Torosuto-ku Kōbōsen (3)- (小さな刃 ―トロスト区攻防戦③―?)"                                     | 18 maj 2013       |
| 8                                                                     | "I Can Hear His Heartbeat: The Struggle for Trost, Part 4" "Shinzō no Kodō ga Kikoeru -Torosuto-ku Kōbōsen (4)- (心臓の鼓動が聞こえる ―トロスト区攻防戦④―?)" | 25 maj 2013       |
| 9                                                                     | "Whereabouts of His Left Arm: The Struggle for Trost, Part 5" "Hidariude no Yukue -Torosuto-ku Kōbōsen (5)- (左腕の行方 ―トロスト区攻防戦⑤―?)"               | 1 juni 2013       |
| 10                                                                    | "Response: The Struggle for Trost, Part 6" "Kotaeru -Torosuto-ku Kōbōsen (6)- (応える ―トロスト区攻防戦⑥―?)"                                                 | 8 juni 2013       |
| 11                                                                    | "Idol: The Struggle for Trost, Part 7" "Gūzō -Torosuto-ku Kōbōsen (7)- (偶像 ―トロスト区攻防戦⑦―?)"                                                          | 15 juni 2013      |
| 12                                                                    | "Wound: The Struggle for Trost, Part 8" "Kizu -Torosuto-ku Kōbōsen (8)- (傷 ―トロスト区攻防戦⑧―?)"                                                           | 22 juni 2013      |
| 13                                                                    | "Primal Desire: The Struggle for Trost, Part 9" "Genshoteki Yokkyū -Torosuto-ku Kōbōsen (9)- (原初的欲求 ―トロスト区攻防戦⑨―?)"                              | 29 juni 2013      |
| 13.5                                                                  | "Since That Day" "Ano Hi kara (あの日から?)" | 6 juli 2013       |
| Ett avsnitt som sammanfattar handlingen i de första tretton avsnitten | |                   |
| 14                                                                    | "Can't Look into His Eyes Yet: Eve of the Counterattack, Part 1" "Mada Me o Mirenai -Hangeki Zen'ya (1)- (まだ目を見れない ―反撃前夜①―?)"                    | 13 juli 2013      |
| 15                                                                    | "Special Operations Squad: Eve of the Counterattack, Part 2" "Tokubetsu Sakusen-han -Hangeki Zen'ya (2)- (特別作戦班 ―反撃前夜②―?)"                          | 20 juli 2013      |
| 16                                                                    | "What Needs to be Done Now: Eve of the Counterattack, Part 3" "Ima, Nani o Subeki ka -Hangeki Zen'ya (3)- (今、何をすべきか ―反撃前夜③―?)"                   | 27 juli 2013      |
| 17                                                                    | "Female Titan: The 57th Exterior Scouting Mission, Part 1" "Megata no Kyojin -Dai Gojū-Nana Kai Hekigai Chōsa (1)- (女型の巨人 ―第57回壁外調査①―?)"          | 3 augusti 2013    |
| 18                                                                    | "Forest of Giant Trees: The 57th Exterior Scouting Mission, Part 2" "Kyodaiju no Mori -Dai Gojū-Nana Kai Hekigai Chōsa (2)- (巨大樹の森 ―第57回壁外調査②―?)" | 10 augusti 2013   |
| 19                                                                    | "Bite: The 57th Exterior Scouting Mission, Part 3" "Kamitsuku -Dai Gojū-Nana Kai Hekigai Chōsa (3)- (噛み付く ―第57回壁外調査③―?)"                           | 17 augusti 2013   |
| 20                                                                    | "Erwin Smith: The 57th Exterior Scouting Mission, Part 4" "Eruvin Sumisu -Dai Gojū-Nana Kai Hekigai Chōsa (4) (エルヴィン・スミス ―第57回壁外調査④―?)"       | 24 augusti 2013   |
| 21                                                                    | "Crushing Blow: The 57th Exterior Scouting Mission, Part 5" "Tettsui -Dai Gojū-Nana Kai Hekigai Chōsa (5)- (鉄槌 ―第57回壁外調査⑤―?)"                        | 31 augusti 2013   |
| 22                                                                    | "The Defeated: The 57th Exterior Scouting Mission, Part 6" "Haisha-tachi -Dai Gojū-Nana Kai Hekigai Chōsa (6)- (敗者達 ―第57回壁外調査⑥―?)"                  | 7 september 2013  |
| 23                                                                    | "Smile: Assault on Stohess, Part 1" "Hohoemi -Sutohesu-ku Kyūshū (1)- (微笑み ―ストヘス区急襲①―?)"                                                           | 14 september 2013 |
| 24                                                                    | "Mercy: Assault on Stohess, Part 2" "Jihi -Sutohesu-ku Kyūshū (2)- (慈悲 ―ストヘス区急襲②―?)"                                                                | 21 september 2013 |
| 25                                                                    | "Wall: Assault on Stohess, Part 3" "Kabe -Sutohesu-ku Kyūshū (3)- (壁 ―ストヘス区急襲③―?)"                                                                   | 28 september 2013 |

### Säsong 2
| Nr | Titel                                          | Originalvisning |
| -- | ---------------------------------------------- | --------------- |
| 26 | "Beast Titan" "Kemono no Kyojin (獣の巨人?)"   | 1 april 2017    |
| 27 | "I'm Home" "Tadaima (ただいま?)"               | 8 april 2017    |
| 28 | "Southwestward" "Nansei e (南西へ?)"           | 15 april 2017   |
| 29 | "Soldier" "Heishi (兵士?)"                     | 22 april 2017   |
| 30 | "Historia" "Hisutoria (ヒストリア?)"           | 29 april 2017   |
| 31 | "Warrior" "Senshi (戦士?)"                     | 6 maj 2017      |
| 32 | "Close Combat" "Da - Tō - Kyoku (打・投・極?)" | 13 maj 2017     |
| 33 | "The Hunters" "Ōmono (迫う者?)"                | 20 maj 2017     |
| 34 | "Opening" "Kaikō (開口?)"                      | 27 maj 2017     |
| 35 | "Children" "Kodomo-tachi (子供達?)"            | 3 juni 2017     |
| 36 | "Charge" "Totsugeki (突撃?)"                   | 10 juni 2017    |
| 37 | "Scream" "Sakebi (叫び?)"                      | 17 juni 2017    |

### Säsong 3
| Nr | Titel                                                                             | Originalvisning   |
| -- | --------------------------------------------------------------------------------- | ----------------- |
| 38 | "Smoke Signal" "Noroshi (狼煙?)"                                                  | 23 juli 2018      |
| 39 | "Pain" "Itami (痛み?)"                                                            | 30 juli 2018      |
| 40 | "Old Story" "Mukashibanashi (昔話?)"                                              | 6 augusti 2018    |
| 41 | "Trust" "Shinrai (信頼?)"                                                         | 13 augusti 2018   |
| 42 | "Reply" "Kaitō (回答?)"                                                           | 20 augusti 2018   |
| 43 | "Sin" "Tsumi (罪?)"                                                               | 27 augusti 2018   |
| 44 | "Wish" "Negai (願い?)"                                                            | 3 september 2018  |
| 45 | "Outside the Walls of Orvud District" "Orubudo-ku Gaiheki (オルブド区外壁?)"      | 10 september 2018 |
| 46 | "Ruler of the Walls" "Kabe no ō (壁の王?)"                                        | 17 september 2018 |
| 47 | "Friends" "Yūjin (友人?)"                                                         | 24 september 2018 |
| 48 | "Bystander" "Bōkan-sha (傍観者?)"                                                 | 8 oktober 2018    |
| 49 | "Night of the Battle to Retake the Wall" "Dakkan sakusen no yoru (奪還作戦の夜?)" | 15 oktober 2018   |
| 50 | "The Town Where Everything Began" "Hajimari no Machi (はじまりの街?)"             | 29 april 2019     |
| 51 | "Thunder Spears" "Raisō (雷槍?)"                                                  | 6 maj 2019        |
| 52 | "Descent" "Kōrin (光臨?)"                                                         | 13 maj 2019       |
| 53 | "Perfect Game" "Pāfekutogēmu (完全試合?)"                                         | 20 maj 2019       |
| 54 | "Hero" "Yūsha (勇者?)"                                                            | 27 maj 2019       |
| 55 | "Midnight Sun" "Byakuya (白夜?)"                                                  | 3 juni 2019       |
| 56 | "The Basement" "Chikashitsu (地下室?)"                                            | 10 juni 2019      |
| 57 | "That Day" "Ano Hi (あの日?)"                                                     | 17 juni 2019      |
| 58 | "Attack Titan" "Shingeki no Kyojin (進撃の巨人?)"                                 | 24 juni 2019      |
| 59 | "The Other Side of the Wall" "Kabe no Mukougawa (壁の向こう側?)"                  | 1 juli 2019       |

### Original Video Animations
| Nr                                                               | Titel | Originalutgivning |
| ---------------------------------------------------------------- | --- | ----------------- |
| OVA 1                                                            | "Ilse's Notebook: Notes from a Scout Regiment Member" "Iruze no Techō -Aru Chōsa Heidan'in no Shuki- (イルゼの手帳 ―ある調査兵団員の手記―?)"      | 9 december 2013   |
| Utspelar sig mellan avsnitt 3 och 4.                             | |                   |
| OVA 2                                                            | "A Sudden Visitor: The Torturous Curse of Adolescence" "Totsuzen no Raihōsha -Sainamareru Seishun no Noroi- (突然の来訪者 ―苛まれる青春の呪い―?)" | 9 april 2014      |
| Utspelar sig mellan avsnitt 3 och 4.                             | |                   |
| OVA 3                                                            | "Distress" "Konnan (困難?)" | 8 augusti 2014    |
| Utspelar sig mellan avsnitt 3 och 4.                             | |                   |
| OVA 4                                                            | "A Choice with No Regrets: Part One" "Kui naki sentaku (悔いなき選択?)"                                                                           | 9 december 2014   |
| Utspelar sig innan animen och mangans start och handlar om Levi. | |                   |
| OVA 5                                                            | "A Choice with No Regrets: Part Two" "Kui naki sentaku (悔いなき選択?)"                                                                           | 9 april 2015      |
| Utspelar sig innan animen och mangans start och handlar om Levi. | |                   |
| OVA 6                                                            | "Wall Sina, Goodbye: Part One" "Wall Sina, Goodbye (Zenpen) (Wall Sina, Goodbye (前編)?)"                                                         | 8 december 2017   |
| Utspelar sig mellan avsnitt 16 och 17 och handlar om Annie.      | |                   |
| OVA 7                                                            | "Wall Sina, Goodbye: Part Two" "Wall Sina, Goodbye (Kōhen) (Wall Sina, Goodbye (後編)?)"                                                          | 9 april 2018      |
| Utspelar sig mellan avsnitt 16 och 17 och handlar om Annie.      | |                   |
| OVA 8                                                            | "Lost in the cruel world" | 9 augusti 2018    |
| Handlar om en alternativ verklighet i Mikasas fantasi.           | |                   |